# Caccuri
Caccuri är en ort och kommun i provinsen Crotone i regionen Kalabrien i Italien. Kommunen hade 1 621 invånare (2017).